# Holliston (série télévisée)
Pour les articles homonymes, voir Holliston.
Holliston est une série télévisée américaine en 17 épisodes de 23 à 40 minutes créée par Adam Green, produite par Will Barratt et diffusée entre le 3 avril 2012 et le 6 août 2013 sur la chaîne FEARnet.
La série est inédite dans tous les pays francophones.

## Synopsis
Récemment diplômés de l’université, Adam Green et Joe Lynch, tous deux fans de films de série B, désirent suivre une carrière de cinéastes.

## Production

### Fiche technique
Sauf indication contraire, les informations mentionnées dans cette section peuvent être confirmées par la base de données cinématographiques IMDb,  présente dans la section « Liens externes ».
- Titre original : Holliston
- Créateur : Adam Green
- Scénario : Adam Green
- Décors : 
  - Création : Kil Won Yu, Travis Zariwny
  - Décorateur de plateau : Melanie Rein
- Costumes : Autumn Steed
- Montage : Ed Marx
- Musique : Bear McCreary
- Production : Will Barratt
  - Production exécutive : Peter Block, Adam Green, Joe Lynch
- Sociétés de production : ArieScope Pictures, A Bigger Boat
- Société de distribution (télévision) : FEARnet, Image Entertainment
- Format : Couleur - 1,78 : 1 - Son Dolby Digital
- Pays d'origine :  États-Unis
- Langue originale : Anglais
- Genre : Comédie, horreur, romance
- Durée : 30–35 minutes

## Distribution

### Acteurs principaux
- Adam Green : Adam
- Joe Lynch : Joe
- Laura Ortiz : Laura
- Corri English (en) : Corri
- Dee Snider : Lance Rockett
- Dave Brockie (en) : Oderus Urungus (en)
- Bill Moseley : Crazy Max (5 épisodes)
- Nick Ballard : Kevin (4 épisodes)

### Invités
- John Landis : lui-même (2 épisodes)

## Épisodes

### Première saison (2012)
1. The Hooker (2 parties)
2. Camera Rental (2 parties)
3. Skunked
4. Candyman (2 parties)
5. Laura's Little Twitter
6. Weekend of Horrors (2 parties)

### Deuxième saison (2012-2013)
Le 17 avril 2012, FEARnet a renouvelé la série pour une deuxième saison de dix épisodes diffusée depuis le 4 juin 2013.
1. The Christmas Special
2. Suicidal Tendencies
3. Halloween Girl
4. Hobgoblin
5. Honesty
6. Rock the Cradle
7. Joe's Soda
8. Blobby
9. Cursed
10. Kevin's Wedding
11. Farm Festival

### Commentaires
Le 20 juillet 2015, la série a été renouvelée pour une troisième saison pour GeekNation, mais n'a jamais été produite.